# Tomatenbronzefleckenvirus
Das Tomatenbronzefleckenvirus (englisch Tomato spotted wilt [orthotospo]virus), umgangssprachlich auch oft kurz Bronzefleckenvirus genannt, ist ein im Gartenbau sehr häufig auftretendes Pflanzenvirus (Spezies Orthotospovirus tomatomaculae, Gattung Orthotospovirus, früher Thospovirus) aus der Familie Thospoviridae. Das Virus ist weltweit verbreitet und wird international mit TSWV (engl.: tomato spotted wilt virus) abgekürzt. Es befällt die Tomate seltener, gehört in dieser Kultur jedoch zu den wichtigsten Viren. Auch viele andere Gemüsearten, Zierpflanzen und Wildpflanzen können infiziert werden.

## Biologische Eigenschaften
Für das Bronzefleckenvirus sind über 900 mögliche Wirtspflanzen bekannt. Es als Emergent Virus bekannt. Das Virus ist eines der wenigen, das nur von Thripsen als Vektoren übertragen wird. Dabei spielen im mitteleuropäischen Raum vor allem Kalifornischer Blütenthrips (Frankliniella occidentalis), Zwiebel- oder Tabakthrips (Thrips tabaci) und Schwarzer Blasenfuß (Thrips fusca) eine Rolle. Der hauptsächliche Verbreitungsweg ist jedoch die Einschleppung mit Jungpflanzen. Darüber hinaus wird das Virus, oft ausgehend von befallenen Zierpflanzen oder Unkräutern, später durch Vektoren auf Tomatenkulturen übertragen. Möglich ist auch die Übertragung mit Pflanzensaft, der an Arbeitswerkzeugen haftet. Diesem Übertragungsweg wird aber nur geringe Bedeutung zugemessen. Mittels Samen konnte das Virus bisher nicht übertragen werden.

## Symptome
Tomate und Paprika zeigen die  Symptome oft lange nicht, was die Erkennung bei Jungpflanzen ohne Prüfung durch ein Labor unmöglich macht. Erste Symptome zeigen sich an Blättern durch leichte Aufhellungen der Adern und schwach sichtbare konzentrische Ringe. Letzteres Symptom tritt auch an den Früchten auf. Das Erscheinungsbild ist jedoch von Sorte zu Sorte und je nach Infektionszeitpunkt recht unterschiedlich. Meist zeigen sich hellgrüne bis gelbliche, rote bis violette Verfärbungen, Streifen und ringartige Flecken auf Blättern, Früchten und Stängeln der Pflanze, die bronzeartig aussehen. So sind auch schwarze stecknadelkopfgroße Flecken von drei bis acht Millimetern Durchmesser auf den Blättern möglich. Die Früchte sind bucklig deformiert und zeigen ähnliche Farbsymptome wie andere Pflanzenteile. Bei reifenden Früchten sind die Färbungen mehrheitlich rot. Die Färbung der grünen Pflanzenteile trug zur Namensgebung dieser Viruskrankheit bei.
Zierpflanzen reagieren auf das Virus mit braunen sichelförmigen Flecken, die oft um die Mittelader herum angeordnet sind. Auch Deformationen der Blätter und Triebe sind bekannt. Besonders die Blühleistung, die bei Zierpflanzen wichtig ist, wird negativ beeinträchtigt, und das Wachstum bleibt zurück.

## Unterscheidung
Im Gegensatz zum Gurkenmosaikvirus, das auch an Tomate vorkommt, treten beim Bronzefleckenvirus in der Triebspitze meist auf dem Stängel nekrotische Streifen auf.

## Gegenmaßnahmen
Um eine Übertragung durch Thripse zu vermeiden, sollten Unkräuter in der Kultur von Tomaten eliminiert und die gemeinsame Kultivierung mit Zierpflanzen vermieden werden. Werden erkrankte Pflanzen festgestellt, sollten diese sofort aus dem Bestand entfernt werden, um eine Übertragung auf andere Pflanzen zu verhindern. Die direkte Bekämpfung ist wegen fehlender chemischer Produkte bei Pflanzen nicht möglich. Wichtig ist eine gründliche Behandlung der Thripse, die als Vektoren fungieren. Die Bekämpfung der Thripse ist jedoch schwierig und selten vollständig möglich. Deshalb wurde nach Resistenzen gesucht und diese in neuere Sorten eingekreuzt. Bei Paprika und Tomate gibt es Sorten, die eine Resistenz gegen dieses Virus aufweisen. Jedoch ist aus Italien bekannt, dass die Resistenz durch neue Varianten gebrochen wurde.